# Ањепол
Ањепол (пољ. Anielpol) је село у Пољској које се налази у војводству Лублинском у повјату Красноставском у општини Красњичин.
Од 1975. до 1998. године ово насеље се налазило у Хмелском војводству.